# Johann Heinrich Lambert
Johann Heinrich Lambert, in francese: Jean-Henri Lambert (Mulhouse, 26 agosto 1728 – Berlino, 25 settembre 1777), è stato un filosofo, matematico, fisico e astronomo svizzero contemporaneo di Eulero. Fu un pioniere della geometria non euclidea.

## Biografia

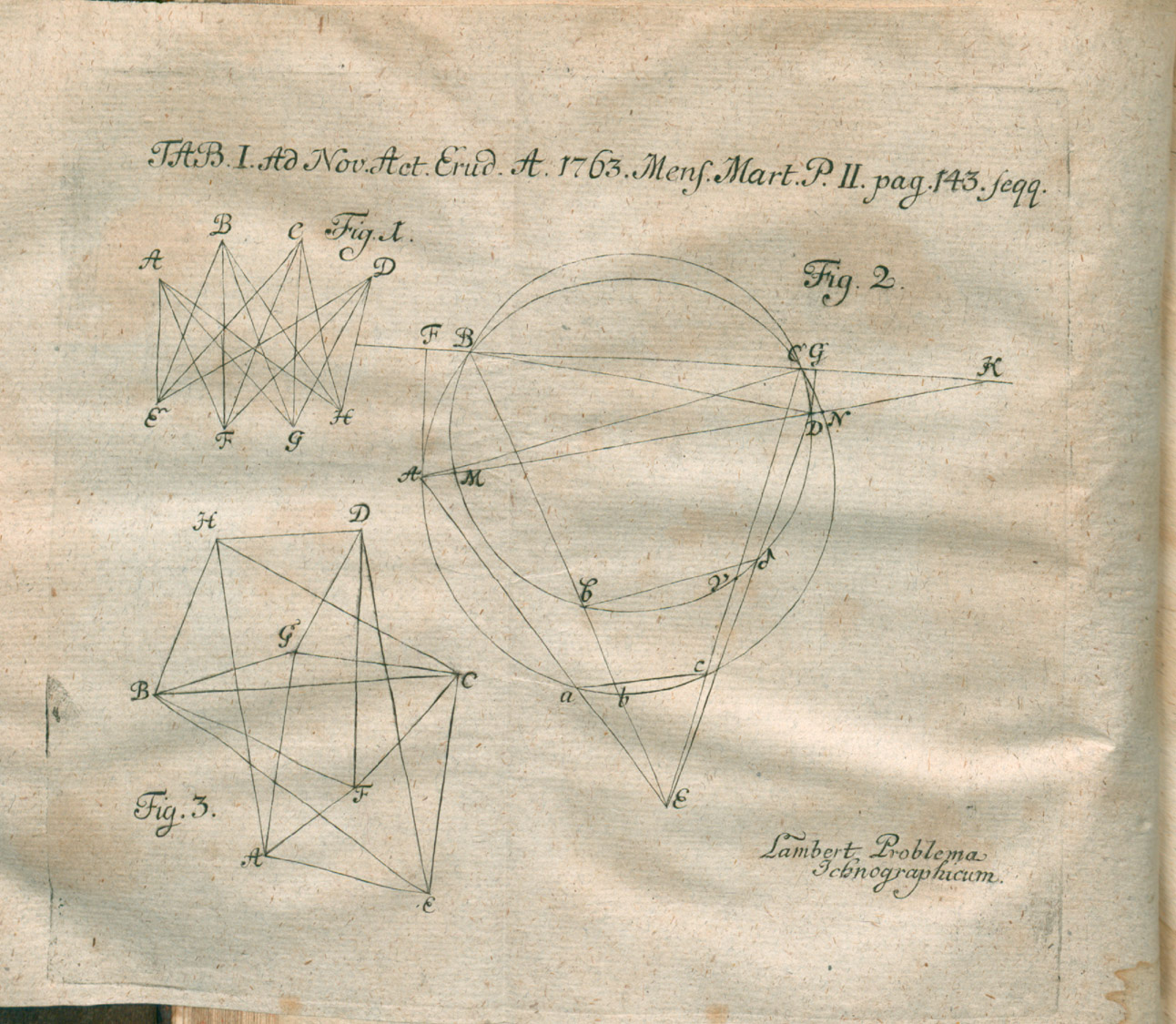
Illustrazione a corredo dell'articolo De ichnographica campi... pubblicato negli Acta Eruditorum del 1763

Lambert nacque nel 1728 a Mulhouse in Alsazia, allora repubblica indipendente associata della Svizzera.
Nel campo della fisica lasciò importanti contributi in fotometria.
Nel campo dell'astronomia risolse il problema della determinazione di un'orbita nello spazio, noto come problema di Lambert.
A Lambert si deve la prima dimostrazione dell'irrazionalità di pi greco presentata all'Accademia delle scienze di Berlino nel 1761. Usando frazioni continue, egli provò che se {\displaystyle x} è un razionale non nullo, allora {\displaystyle \tan x} è irrazionale. Essendo {\displaystyle \tan {\frac {\pi }{4}}=1}, che è razionale, allora {\displaystyle {\frac {\pi }{4}}} e, pertanto, {\displaystyle \pi } devono essere irrazionali.
Studiò l'equazione trascendente W  nel 1758.
Diede un importante contributo allo studio delle proiezioni cartografiche, formulando sette proiezioni, fra cui la proiezione conica conforme di Lambert, la proiezione azimutale equivalente di Lambert e la proiezione cilindrica equivalente di Lambert.
L'asteroide 187 Lamberta è stato intitolato in suo onore.

## Opere

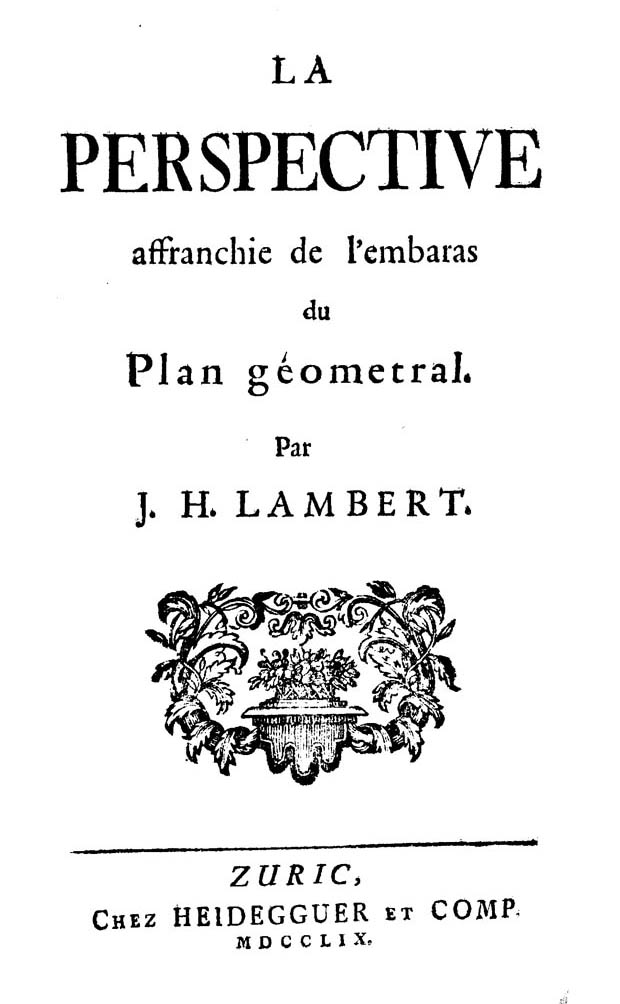
La perspective affranchie de l'embarras du plan géometral, 1759

- Photometria, (Basel 1760) nel quale fa ampio uso di grafici statistici di elevata qualità
- Neues Organon oder Gedanken über die Erforschung und Bezeichnung des Wahren und dessen Unterscheidung vom Irrthum und Schein. (Leipzig 1764)
- Anlage zur Architektonik, oder Theorie des Einfachen und Ersten in der philosophischen und mathematischen Erkenntnis in 2 volumi. (Riga 1771)
- Kosmologische briefe über die Einrichtung des Weltbaues. (Augsburg 1761)
- Logische und philosophische Abhandlungen. (Dessau 1782 - 1787)
- Deutscher gelehrter Briefwechsel. (Dessau 1782 - 1784)
- Die Theorie der Parallellinien. 1786
- Philosophische Schriften 10 volumi in 13 tomi. Edizione iniziata da Hans Werner Arndt e completata da Lothar Kreimendahl. Hildesheim: Georg Olms, 1965-2008

### Edizioni
- (FR) La perspective affranchie de l'embarras du plan géometral, Zuric, Johann Heidegger, 1759.

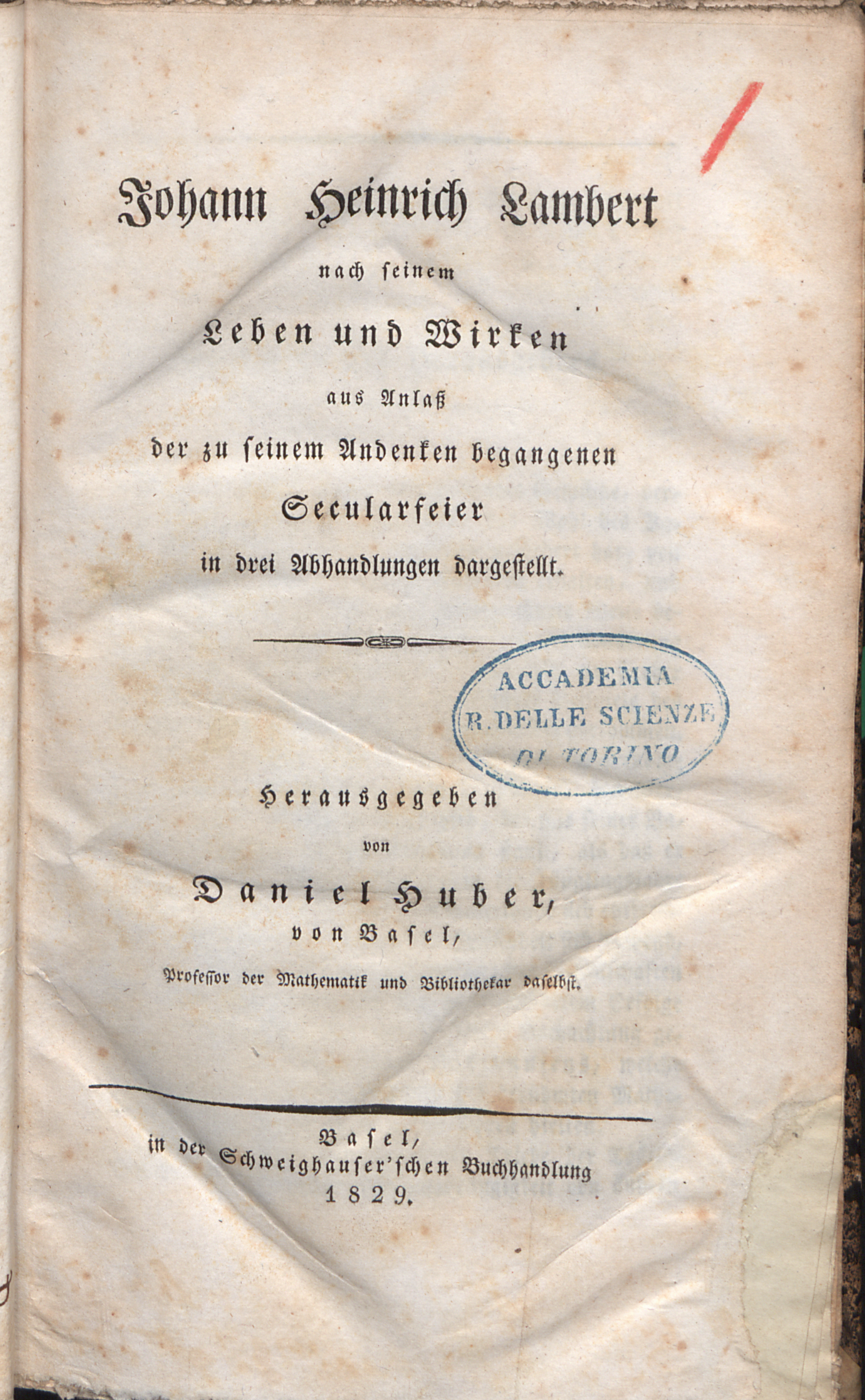
Daniel Huber, Johann Heinrich Lambert nach seinem Leben und Wirken, 1829

- (LA) Photometria sive de mensura et gradibus luminis, colorum et umbrae, Augsburg, Eberhard Klett, Witwe, 1760.
- (LA) Insigniores orbitae cometarum proprietates, Augsburg, Eberhard Klett, Witwe, 1761.
- (FR) Systême du monde, Paris, veuve Nicolas Bonaventure Duchesne, 1784.

#### Traduzioni italiane
- Semeiotica e Fenomenologia. Antologia dal Nuovo Organo, a cura di Raffaele Ciafardone, Laterza, Bari 1973.
- Nuovo Organo, Traduzione e introduzione di Raffaele Ciafardone, Laterza, Bari 1977.
- Disegno dell'architettonica o teoria del semplice e del primo nella conoscenza filosofica e nella conoscenza matematica, a cura di Raffaele Ciafardone, Orthotes Editrice, Napoli-Salerno 2012.